# Cantó de Saint-Renan
El cantó de Saint-Renan (bretó Kanton Lokournan) és una divisió administrativa francesa situat al departament de Finisterre a la regió de Bretanya.

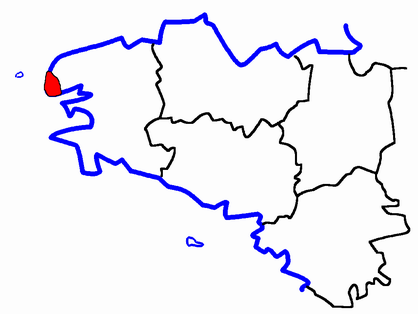
Situació del cantó

## Composició
El cantó aplega 12 comunes :
| Nom bretó          | Nom francès       | Nom gal·ló |
| Konk-Leon          | Le Conquet        | ---        |
| Gwiproñvel         | Guipronvel        | ---        |
| Lambaol-Blouarzhel | Lampaul-Plouarzel | ---        |
| Lanriware          | Lanrivoaré        | ---        |
| Lokmaria-Plouzane  | Locmaria-Plouzané | ---        |
| Milizag            | Milizac           | ---        |
| Molenez            | Île-Molène        | ---        |
| Plouarzhel         | Plouarzel         | ---        |
| Plougonvelen       | Plougonvelin      | ---        |
| Ploñger            | Ploumoguer        | ---        |
| Lokournan          | Saint-Renan       | ---        |
| Trebabu            | Trébabu           | ---        |

## Història
| Data d'elecció                           | Identitat        | Partit        | Qualitat |
| ---------------------------------------- | ---------------- | ------------- | -------- |
| 1998-                                    | Bernard Foricher | Divers droite |          |
| 2008-                                    | Didier Le Gac    | PS            |          |
| les dades anteriors no són pas conegudes |                  |               |          |
|                                          |                  |               |          |